# IMAM Ro.57

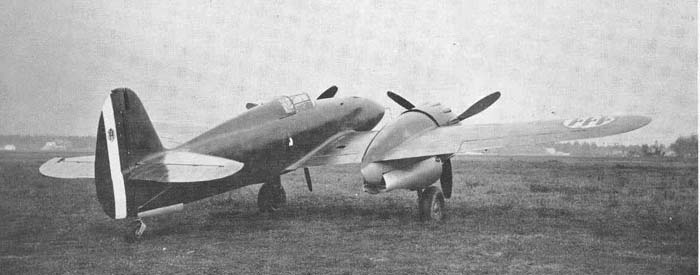
Mẫu thử MM-407 đầu tiên của Ro.57.

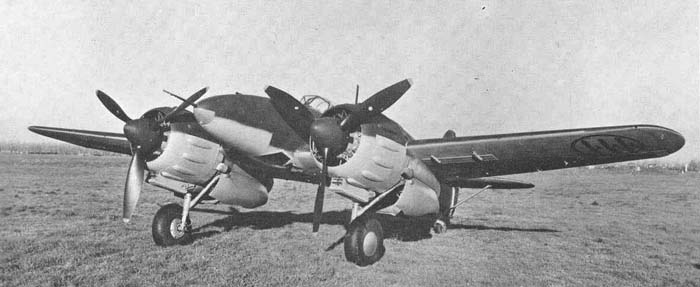
Ro.57bis

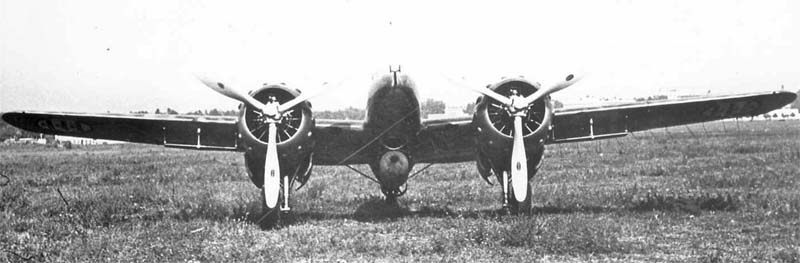
Ro.57bis

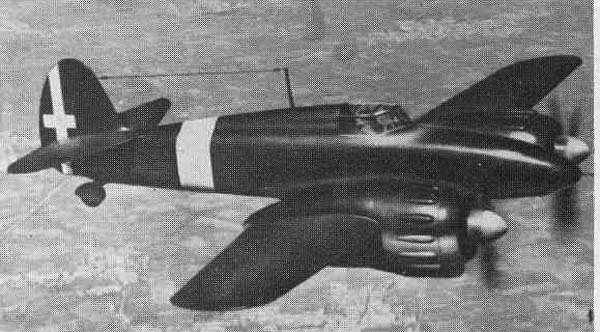
Ro.57bis

IMAM Ro.57 là một loại máy bay tiêm kích một chỗ, 2 động cơ của Regia Aeronautica (Không quân Italy) trong Chiến tranh thế giới II. Dựa trên thiết kế năm 1939 của Giovanni Galasso, nó không được đưa vào sản xuất cho đến tận năm 1943. Đến khi đưa vào trang bị thì nó đã bị xem như lỗi thời.
200 chiếc đã được đặt chế tạo, những chỉ có 50-75 chiếc được sản xuất với hai phiên bản, một phiên bản là tiêm kích đánh chặn, còn phiên bản kia là cường kích.

## Biến thể
Ro.57
Tiêm kích một chỗ với động cơ Fiat A.74, trang bị 2 khẩu súng máy Breda-SAFAT 12.7 mm
Ro.57bis
Phiên bản ném bom bổ nhào một chỗ, lắp thêm pháo 20 mm

## Quốc gia sử dụng
- Italy
  - Regia Aeronautica

## Tính năng kỹ chiến thuật (Ro.57)
Warplanes of the Second World War, Fighters Volume 2 

### Đặc điểm riêng
- Tổ lái: 1
- Chiều dài: 8,80 m (28 ft 10½ in)
- Sải cánh: 12,50 m (41 ft 0 in)
- Chiều cao: 2,90 m (9 ft 6⅛ in)
- Diện tích cánh: 23,0 m² (248 ft²)
- Trọng lượng rỗng: 3.497 kg (7.694 lb)
- Trọng lượng có tải: 5.000 kg (11.000 lb)
- Động cơ: 2 × Fiat A.74 R.C.38, 627 kW (840 hp) mỗi chiếc

### Hiệu suất bay
- Vận tốc cực đại: 501 km/h (270 kts, 311 mph)
- Vận tốc hành trình: 390 km/h (210 kts, 242 mph)
- Tầm bay: 1.200 km (648 nm, 745 mi)
- Trần bay: 7.800 m (25.590 ft)
- Lực nâng của cánh: 217 kg/m² (44,4 lb/ft²)
- Lực đẩy/trọng lượng: 0,25 kW/kg (0,15 hp/lb)

### Vũ khí
- 2 súng máy Breda-SAFAT 12,7 mm